# Vajk (település)
Vajk (szlovákul Vajka nad Žitavou) Vajkmártonfalva településrésze, korábban önálló falu Szlovákiában, a Nyitrai kerületben, a Nyitrai járásban.

## Fekvése
Nyitrától 21 km-re délkeletre a Zsitva jobb partján fekszik. Kisvajk majorság tartozott hozzá.

## Története
Neve a török eredetű magyar Vajk személynévből (török:bajik = igaz) származik. Lehet, hogy Géza fejedelem fiának birtoka volt.
Első írásos említése 1113-ból, a zoborhegyi apátság birtokainak leírásából származik "Wochoi" alakban. A tatárjárás előtt IV. Béla Woyk földet Jundnak adományozta, de az adománylevél V. István 1272-es oklevele szerint elégett. 1247-ben "Wayku/Woyku" Ivánka fia András ispán és Und comes közti birtokvita tárgya, s az utóbbinak itélik előbbit Gyarakkal kárpótolva. 1287-ben "Voyk" néven szerepel a korabeli forrásokban. A zoborhegyi apátság és Szolgagyőr várának birtoka volt. 1286-ban visszaszállt a királyra, majd a Forgách család két ágáé lett. 1386-ban említik hetivásárját. 1386-ban és 1424-ben vámját is említik. A középkorban vámszedőhely volt.
I. Ferdinánd 1563-ban új adománnyal a gímesi uradalommal a Forgách család tagjainak adta. 1579-ben Forgách Simon II. Rudolftól kapta adományul a gímesi uradalommal. A 17. századig a gímesi uradalom része.
A 16. században a törökök a falu egy részét elpusztították. 1715-ben 11 háztartása adózott. 1787-ben 43 házában 375 lakos élt. A 18. században a Boronkay, Boros és Vass családok birtoka. 1812-ben 317 lakosa volt. 1828-ban 57 házában 396 lakos élt. Lakói főként mezőgazdasággal foglalkoztak, később a közeli nagybirtokokon dolgoztak. 1880-ban Simor János érsek 120 forintot adományozott az iskolára.
Vályi András szerint "VAJK. Tót falu Nyitra Várm. földes Ura Boros Uraság; határjának földgye, réttye jó, fája van, szőleje termékeny, legelője elég."
Fényes Elek szerint "Vajk, Nyitra m. vegyes magyar-tót falu, a Zsitva mellett, ut. p. Verebélyhez 1 órányira: 405 kath., 6 zsidó lak. F. u. többen."
Nyitra vármegye monográfiája szerint "Vajk, zsitvamenti tót község, 563 r. kath. lakossal. Postája és táviró állomása Verebély. A n.-surány-kistapolcsányi vasútnak egyik állomása. Csinos kath. temploma 1763-ban épült és fallal van körülvéve. Kegyura a vallásalap. A községben van Boronkay Lászlónak barokk-modorban épült régi, szép nemesi kuriája, mely mellett szép, nagy park terül el; ugyanitt van uradalma, csinos, mintaszerü gazdasági épületeivel és a Zsitván egy legújabb rendszerű, kitűnően felszerelt malma. Az urilak tágas, boltozott helyiségei előkelő ízléssel vannak berendezve. A község földesura a Boronkayak előtt a Vass-család volt, a XIII. században azonban a szolgagyőri vár birtokai közé tartozott."
A trianoni békeszerződésig Nyitra vármegye Érsekújvári járásához tartozott. 1938 és 1945 között újra Magyarország része.

## Népessége
1910-ben 684, többségben szlovák anyanyelvű lakosa volt, jelentős magyar kisebbséggel.
2001-ben Vajkmártonfalva 926 lakosából 910 szlovák volt.

## Nevezetességei
- Római katolikus temploma 1763-ban épült késő barokk stílusban. 1911-ben bővítették.
- A Boronkay-kastély a 18. század közepén épült késő barokk stílusban.

## Külső hivatkozások
- E-obce.sk Archiválva 2008. szeptember 20-i dátummal a Wayback Machine-ben
- Községinfó
- Vajkmártonfalva Szlovákia térképén